# Pratt & Whitney Canada PW300
Le turboréacteur à flux direct PW300 est construit par Pratt & Whitney Canada. Sa première version de 1992 avait une poussée de 20,9 kN (4 700 lbf). Les dernières versions du modèle offrent jusqu'à 31 kN (7 000 lbf). Environ 2 700 unités furent livrées et accumulent plus de 6,9 millions d'heures de vol. Le PW300 est surtout utilisé comme moteur principal pour les jets d'affaires.

## Variantes
Il existe quatre séries et neuf modèles de cette gamme de moteurs.
- Série 305 
  - PW305 : Hawker 1000 (1992-1993)
  - PW305A : Learjet 60
  - PW305B : Hawker 1000 (>1993)
- Série 306
  - PW306A : IAI Galaxy Gulfstream G200
  - PW306B : Dornier 328JET
  - PW306C : Cessna Citation Sovereign
  - PW306D : Cessna Citation Sovereign+
  - PW306D1 : Cessna Citation Latitude
- Série 307
  - PW307A : Dassault Falcon 7X
  - PW307B : Learjet 85 (Annulé avant la mise en service)
  - PW307D : Dassault Falcon 8X
- Série 308
  - PW308A : Hawker 4000; White Knight Two
  - PW308B : Dornier 428JET (Annulé avant la mise en service)
  - PW308C : Dassault Falcon 2000EX/DX/LX

La première version (PW305) fut certifiée en 1990 et mise en service en 1992. Dès janvier 1993, elle est remplacée par le PW305B qui offre seulement 0,2 kN de plus, mais qui vante une meilleure durabilité et une consommation réduite.
La version PW306A fut certifiée en novembre 1995. Cette version servit d’abord à Israel Aircraft Industries pour le développement de son avion Galaxy ; elle fut utilisée sur l’avion de série — renommé Gulfstream G200 — à partir de décembre 1998.
La série PW308 offre une plus grande poussée que la série PW305 (~40 % pour le PW308A). Le PW308C fut certifié en novembre 2001.
La série PW307 est la plus récente dans cette gamme de moteurs.